# Xanthomicrogaster
Xanthomicrogaster – rodzaj błonkówek z rodziny męczelkowatych. Gatunkiem typowym jest Xanthomicrogaster fortipes.

## Zasięg występowania
Rodzaj obejmuje gatunki występujące w krainie neotropikalnej.

## Biologia i ekologia
Żywiciele gatunków z tego rodzaju nie są znani.

## Gatunki
Do rodzaju zalicza się 6 opisanych gatunków (wiele gatunków jest nieopisanych):
- Xanthomicrogaster fortipes Cameron, 1911
- Xanthomicrogaster maculata Penteado-Dias, Shimabukuro & van Achterberg, 2002
- Xanthomicrogaster otamendi Martínez, 2018
- Xanthomicrogaster pelides Nixon, 1965
- Xanthomicrogaster sayjuhu Martínez, 2018
- Xanthomicrogaster seres Nixon, 1965